# Honda SW-T400
Il SW-T400 è un maxi-scooter prodotto dalla casa giapponese Honda a partire dal 2009.

## Storia
Erede del Silver Wing 400, l'SW-T400 è un maxi scooter di 400 cm3, l'unico due cilindri quattro valvole della sua classe. L'SW-T400 conserva invariate le caratteristiche del modello precedente, (motore fisso al telaio, trasmissione a cinghia V-Matic, freno a disco singolo all'anteriore e al posteriore), ma rispetto alla versione precedente il disco anteriore aumenta in diametro, passando da 256 mm a 276 mm, una piastra aggiuntiva è stata applicata alla forcella e l'elettronica è stata rivista insieme alla nuova livrea e la nuova strumentazione.
Il modello è stato proposto in due versioni, con e senza ABS. Lo scooter utilizza in entrambi i casi il sistema HONDA CBS che prevede alla pressione di una singola leva, l'utilizzo combinato di freno anteriore e posteriore.